# المقاومة الجهازية المكتسبة
المُقاومة الجهازيّة المٌكتسبة هي إِستجابة مقاومة «نبات كامل» تحدُث بَعدَ تعرُّض مَوضِعي سابق لِمسببات الأمراض. تُماثِل المقاومة الجهازيّة المكتسبة نظام المناعة الفِطري الموجود في الحيوانات، وَعَلى الرَّغْم مِن وُجود العَديد مِن الجوانِب الُمشتركة بين النِّظامين، إلّا أنَّه يُعتقد أنَّه نَتيجَةً لِلتَّطور المُتقارب.[1] كَما تَعتَمِد إِستِجابة المقاومة الجهازية المكتسبة على هرمون النبات، حمض الساليسيليك.

## الإكتشاف
بينما تمَّ الِإعتراف مُنذُ ثلاثينيّات القرن الماضي على الأقل أنَّ النباتات لديها نوع من المناعة المستحثة ضِد مُسبِّبات الأمراض، بدأت الدِّراسة الحديثة للمقاومة الجهازيّة المكتسبة في الثمانينيّات عندما سُمِحَ إختراع أدوات جديدة للعلماء بالتحقيق في الآليّات الجزيئيّة لهذا النّوع من المقاومة (المقاومة الجهازيّة المكتسبة).
تمَّ تَمييز عَدد من بروتينات«جينات العلامات» في الثمانينيّات والتسعينيات والتي تمَّ تَحفيزها بِقُوّة كجزء من استجابة هذه المقاومة. وهذه البروتينات المرضية تنتمي إلى عدد من عائلات البروتينات المختلفة.
في حين أنَّ هناك تداخلاً كبيراً، فإنّ طيف البروتينات المعبَّر عنه نوع نبات معيّن متغيِّرة. لوحظ في أوائل التسعينيات أنّ مستويات حمض الساليسيليك زادت بشكل كبير في التبغ والخيار عند الإصابة.[2] تمّ تِكرار هذا النمط في العديد من الأنواع الأخرى منذ ذلك الحين.
ظهرت دراسات متقدمة أوضحت ان هذا النّوع من المقاومة يمكن تحفيزه عن طريق تطبيق حمض السيالسيليك  خارجي وأن نباتات الأرابيدوبسيس المعدلة وراثيا تعبّر عن عدم قدرة جين هيدروكسيلاز الساليسيلات البكتيري على تجميع حمض الساليسيليك أو شن استجابة دفاعية مناسبة لمجموعة متنوعة من مسببات الأمراض.[2]
تم تحديد المستقبلات النباتية الأولى للبصمات الميكروبية المحفوظة في الأرز (XA21 ، 1995) [3] وفي نبات الأرابيدوبسيس (FLS2 ، 2000 [4]

## الآلية
تستخدم النباتات مستقبلات التعرف على الأنماط للتعرف على التوقيعات الميكروبية المحفوظة. يؤدي هذا الاعتراف إلى استجابة مناعية. تحمل النباتات أيضًا مستقبلات مناعية تتعرف على مسببات الأمراض شديدة التغير، وتشمل هذه فئة البروتينات   NBS-LRR.
للمقاومة الجهازية المكتسبة علاقة بتحريض وتحفيز مجموعة واسعة من الجينات (ما يسمى الجينات «المرتبطة بالتسبب المرضي»)، وتنشيط ذلك النوع من المقاومة يتطلب تراكم حمض الساليسيليك الداخلي. (إشارة مسبب المرض تنشط إشارة الحمض) التي يسببها الممرض مسارًا لنقل الإشارات الجزيئية يتم تحديده بواسطة جين يسمى NIM1 أو NPR1 أو SAI1  (ثلاثة أسماء لنفس الجين) في النظام الجيني النموذجي

## استخدامه في السيطرة على المرض
على غير العادة، فإن مبيد الفطريات الاصطناعية ميثيل أسيبنزولار ليس سامًا بشكل مباشر لمسببات الأمراض، ولكنه يعمل عن طريق تحفيز المقاومة الجهازية المكتسبة في نباتات المحاصيل التي يتم تطبيقه عليها. وهو عبارة عن مبيد حشري - تم تحويله داخل الجسم الحي إلى حمض 1,2,3-بنزوثياديازول-7-كربوكسيليك بواسطة إستراز ميثيل ساليسيلات. وجدت التجارب الميدانية أن ميثيل أسيبنزولارالمعروف أيضًا باسم  BSA فعال في السيطرة على بعض أمراض النبات، ولكن قد يكون له تأثير ضئيل على البعض الآخر، خاصة مسببات الأمراض الفطرية التي قد لا تكون شديدة الحساسية لهذا النوع من المقاومة.